# Liste de musées étrusques en Italie

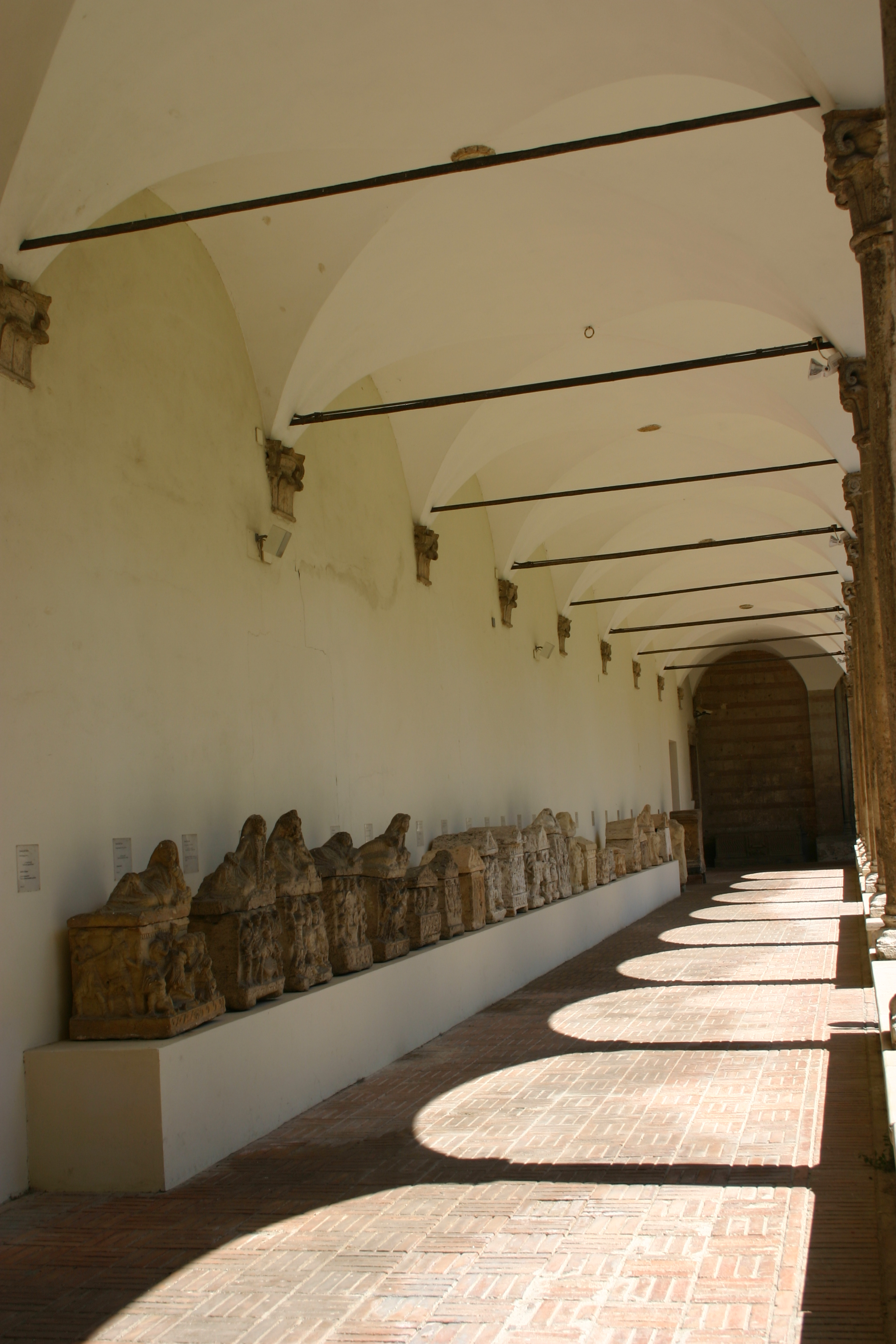
Alignement de sarcophages au Musée archéologique national d'Ombrie de Pérouse.

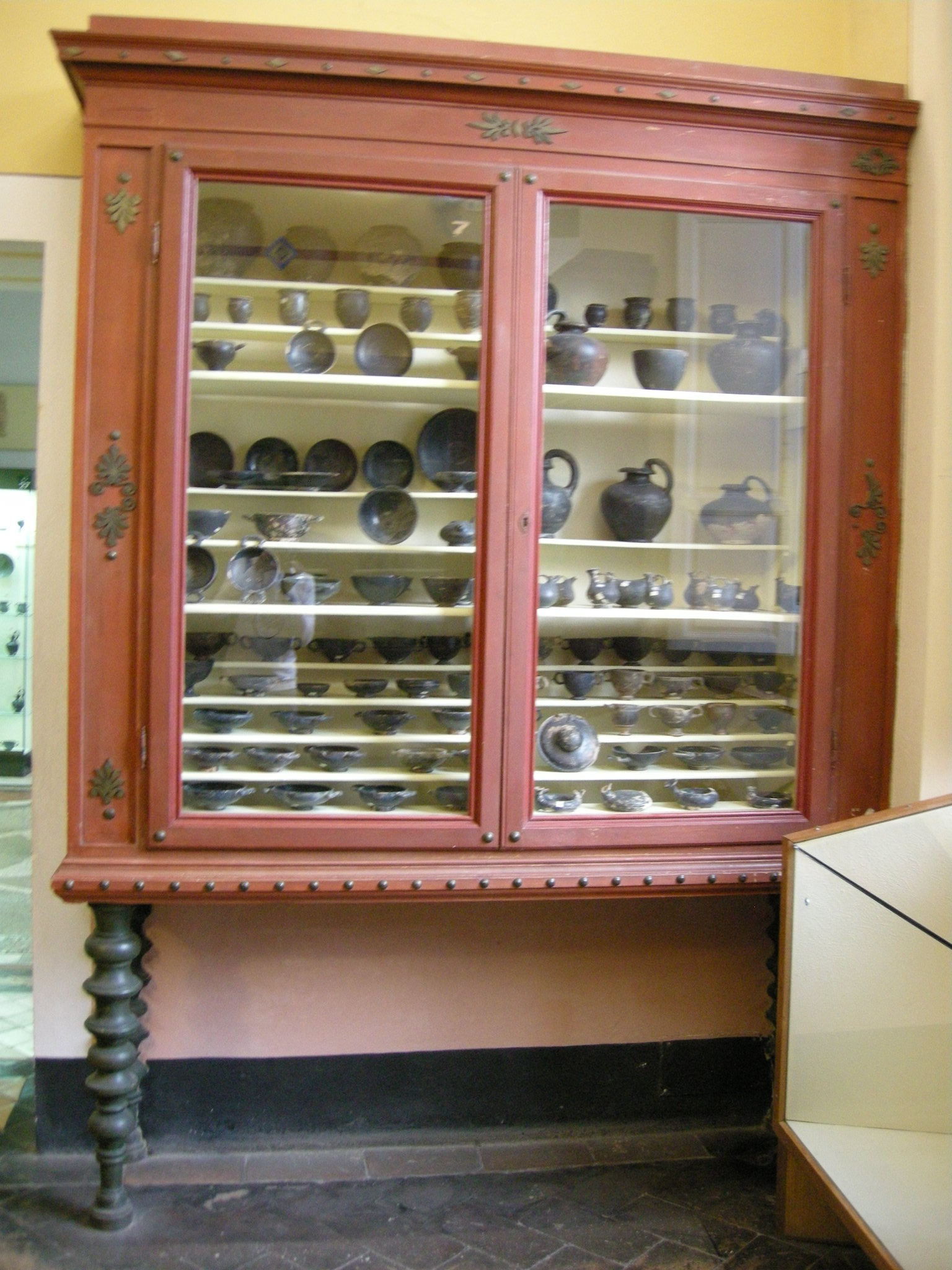
Vitrine de vases bucchero au musée Guarnacci (Volterra).

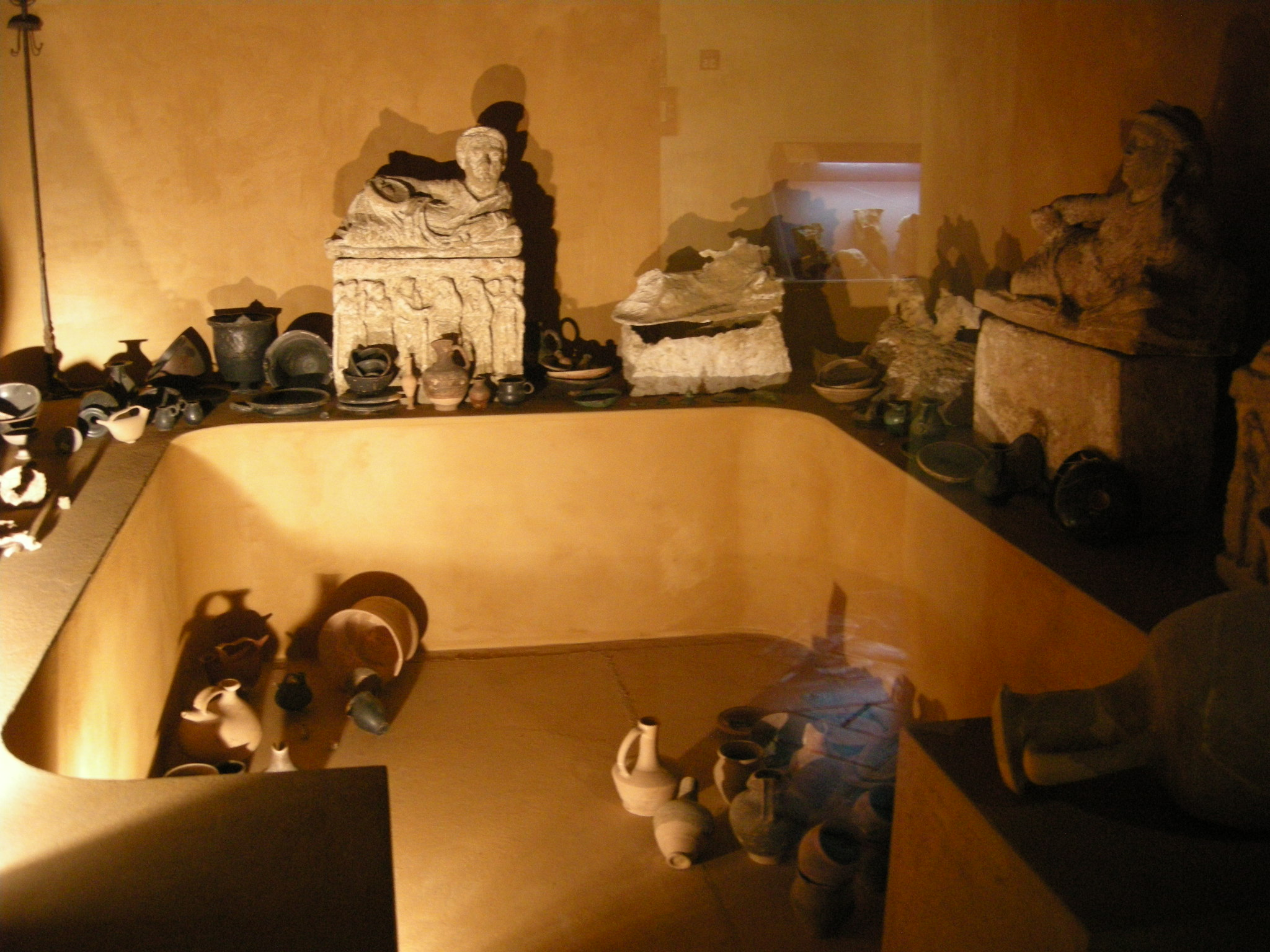
Muséographie au musée Guarnacci (Volterra).

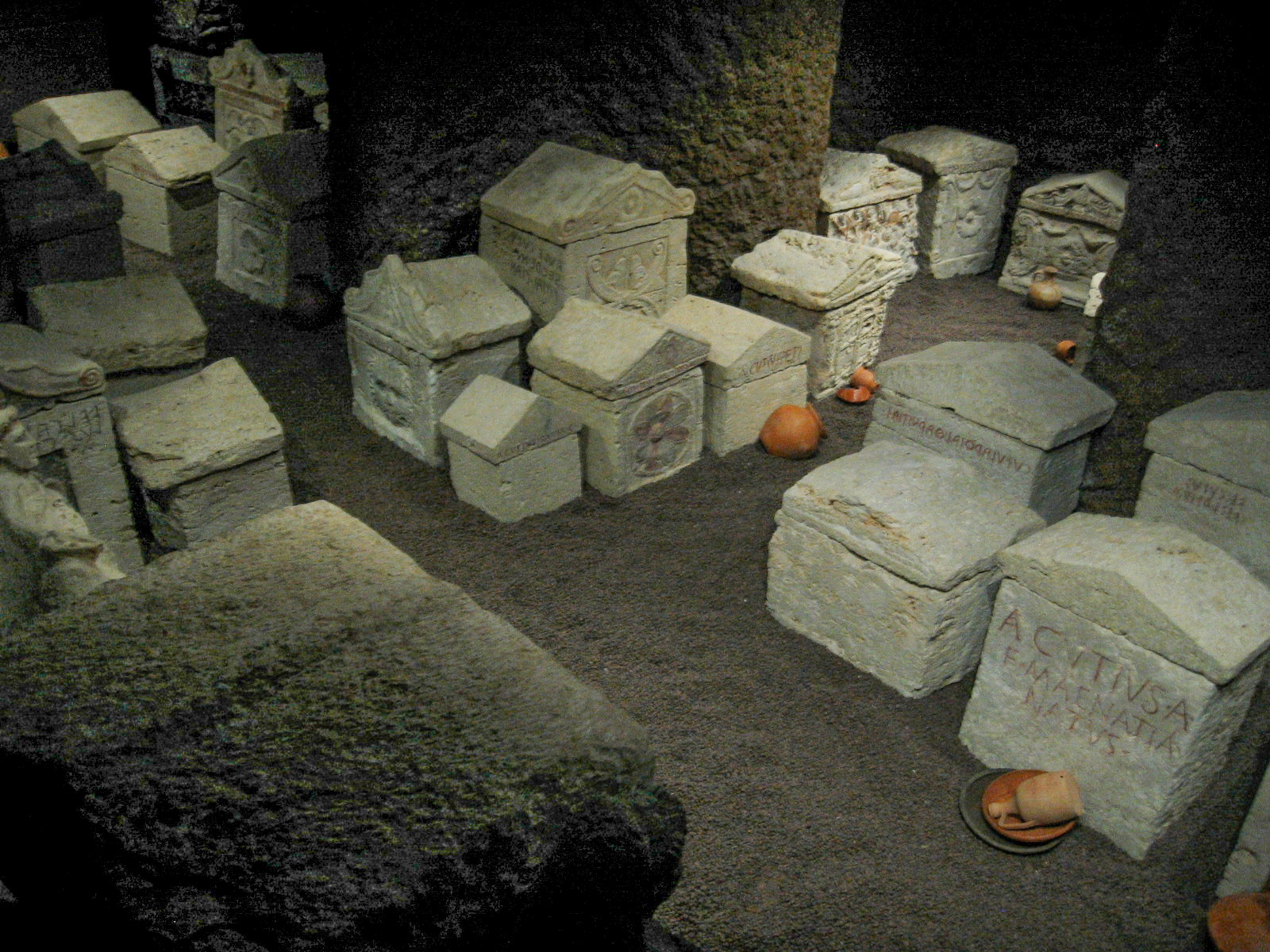
Intérieur d'une tombe familiale (reconstitution du Musée archéologique national d'Ombrie, Pérouse).

Fresque transférée au musée de Tarquinia.

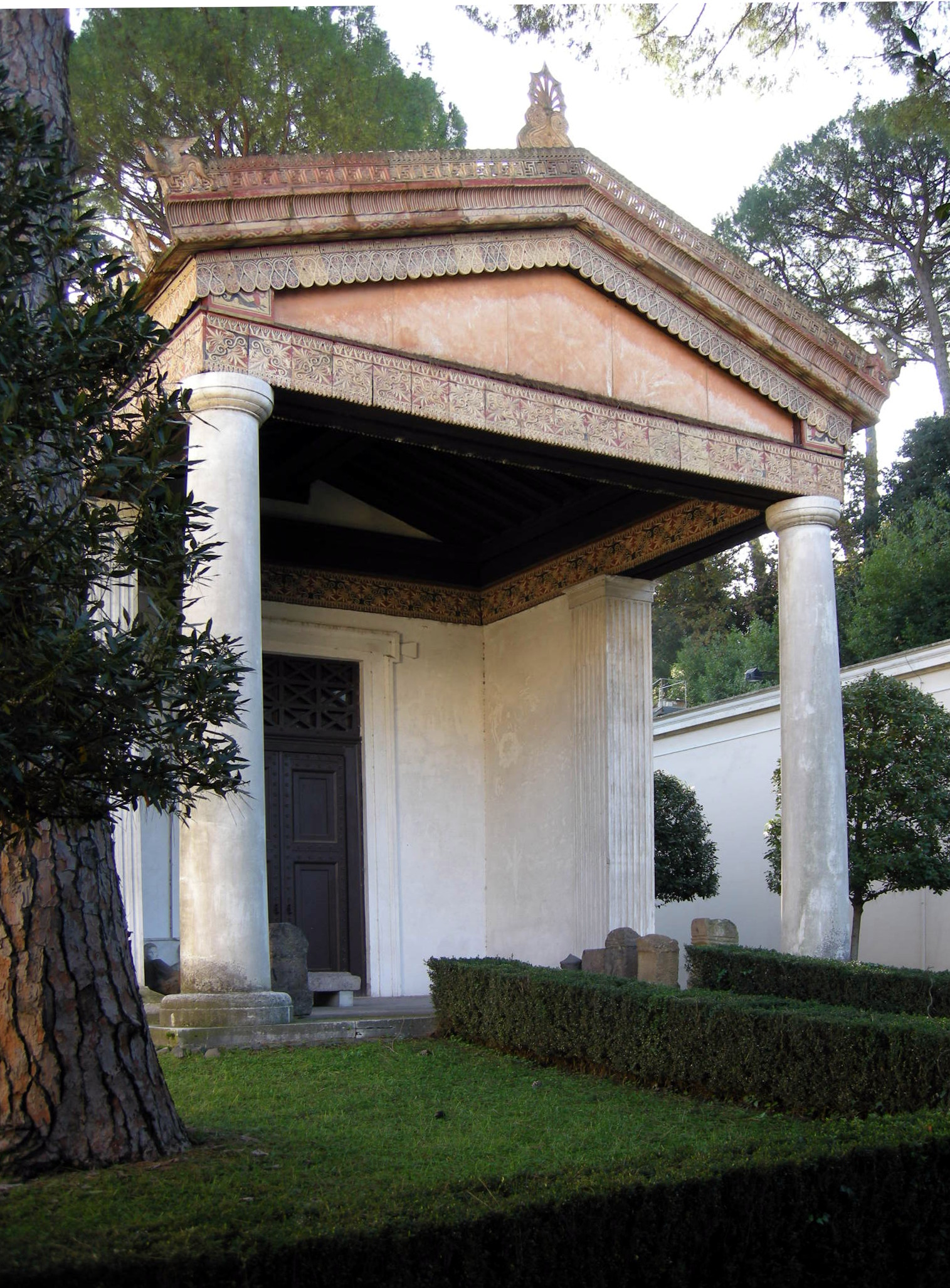
Reconstitution d'un temple étrusque à la Villa Giulia de Rome

Cette liste de musées étrusques recense les espaces muséographiés de villes italiennes dont les collections sont à prédominance majeure consacrées aux vestiges étrusques, des lieux développés ou créés fortement (horaires, collections, reconstitutions) depuis les années 2000 souvent associés aux découvertes récentes.

## Musées étrusques de Toscane
- Musée archéologique national (Florence), inauguré en 1870 : Chimère d'Arezzo, L'Arringatore, le Sarcophage des Amazones, le Vase François...
- Musée archéologique national d'Arezzo
- Musée archéologique national de Chiusi, province de Sienne (éléments du site de Poggio Renzo) : collections de tête de canopes
- Musée archéologique national (Cosa) de Ansedonia
- Musée archéologique et d'art de la Maremme de Grosseto
- Musée archéologique de Chianciano Terme : collections de découvertes locales, reconstitution de tombes.
- Musée archéologique de Massa Marittima
- Musée archéologique d'Orbetello
- Musée archéologique de Pitigliano
- Musée civique d'archéologie de Sarteano : reconstitution de la Tomba della quadriga infernale
- Musée archéologique Isidoro Falchi de Vetulonia
- Musée archéologique Ranuccio Bianchi Bandinelli, Colle di Val d'Elsa : crâne de la Ragazza delle Porciglia
- Musée archéologique du Chianti senese (Castellina in Chianti)
- Musée Guarnacci de Volterra : collection énorme d'urnes cinéraires en albâtre, le matériau local.
- Musée de l'Académie étrusque de Cortone (MAEC, Museo dell'Accademia Etrusca e della Città di Cortona), à Cortone
- Antiquarium nazionale di Sestino (it)
- Antiquarium de Poggio Civitate, musée archéologique de Murlo : éléments du site de fouilles éponyme d'une fabrique, reconstitution d'un toit étrusque à acrotères et antéfixes.
- Musée étrusque du Spedale di Santa Fina de San Gimignano (1977) :  vestiges étrusques de la région (Poggio alla Città, Buggiano, Piattaccio, Ripa del Colle, Ranza) essentiellement des céramiques, des bronzes de la période hellénistique.
- Musée étrusque de Fiesole, dans le palais Pretorio,
- Musée étrusque de Carrare
- Musée étrusque de Bientina
- Musée archéologique du territoire de Populonia de Piombino
- Musée étrusque de Cecina, villa de Cinquantina
- Musée étrusque d'Asciano
- Musée étrusque de Peccioli

## Musées étrusques d'Émilie-Romagne
- Musée étrusque de Marzabotto
- Musée archéologique de Bologne

## Musées étrusques d'Ombrie
- Musée archéologique national d'Ombrie, à Pérouse dans le couvent San Domenico : importante collections de sarcophages figurés étrusques en pierre, vitrines importantes d'objets votifs, salle consacrée au Cippe de Pérouse.
- Musée étrusque de Todi.
- Orvieto :
  - Musée archéologique national d'Orvieto : entre autres, fragments de fresques sur la cuisine étrusque.
  - Musée Claudio Faina.

## Musées étrusques du Latium
- Musée archéologique national de Tarquinia, nord du Latium : éléments et reconstitution de quatre tombes de la nécropole de Monterozzi.
- Musée national de Cerveteri  (Nécropole de Banditaccia de Cerveteri),
- Musée national étrusque de Viterbe, Museo Nazionale Etrusco, Viterbe
- Musée grégorien étrusque du Vatican, Rome
- Musée national étrusque de la villa Giulia, Rome : reconstitution d'un temple étrusque
- Musée archéologique national de Vulci, château de l’Abbadia de Vulci

## Reconstitutions
Outre la présentation didactique de vestiges, certains musées proposent, dans leurs espaces, des reconstitutions de tombes étrusques : 
- Musée archéologique national de Tarquinia : Tombe des Léopards, Tombe des Biges, Tombe du Triclinium, Tombe des Olympiades permettant de restituer le contexte initial des  fresques détachées et transférées en son lieu d'exposition.
- Musée archéologique national d'Ombrie, à Pérouse :  reconstitution d'une tombe familiale avec certains des éléments originaux.
- Musée archéologique civique (Chianciano Terme), nombreuses tombes à canopes reconstituées à partir de leurs trousseaux funéraires originaux recueillis.
- Musée Guarnacci de Volterra : plusieurs scénographies de vestiges.
- Musée civique d'archéologie de Sarteano : reconstitution de la Tomba della quadriga infernale à l'identique.

ou de monuments :
- Temple étrusque de la Villa Giulia.